# Kashmir
 For alternative betydninger, se Kashmir (flertydig). (Se også artikler, som begynder med Kashmir)
 "Jammu og Kashmir" omdirigeres hertil. For  den tidligere vasalstat, se Jammu og Kashmir (vasalstat).
Kashmir (hindi & sanskrit कश्मीर; urdu کشمیر) ligger i vest-Himalaya mellem Indien, Pakistan, Afghanistan og Kina. Efter en krig i 1947-48 blev landet de facto opdelt mellem Indien, som fik størstedelen (officielt Jammu og Kashmir) og Pakistan, som fik de nordlige og vestlige egne (Azad Jammu & Kashmir og de "Nordlige Områder"). Der blev også senere grænsestrid mellem Indien og Kina. Våbenstilstanden er aldrig blevet til en fredstraktat, og Kashmir-situationen forgifter endnu Sydasiens diplomatiske forhold. Forholdet mellem Pakistan og Indien er den dag i dag fortsat præget af uenigheden om Kashmir og har siden 1947 løbende ført til væbnede konflikter mellem Pakistan og Indien.

## Grænser
Kashmir strækker sig mellem 32° og 38° N. og 72° og 81° Ø. Kina ligger til nordøst, Indien til sydøst, Pakistan til vest, og et lille stykke af Afghanistan til nordvest, Vakhan-territoriet. På grund af grænsestridighederne er det svært at give præcise arealoplysninger. Efter Indien  er Kashmir 222,236 km², hvoraf 100,437 km² er kontrolleret af Indien, 78,114 km² af Pakistan, og 43,685 km² af Kina. Kina anser dog ikke de af Kina kontrollede områder for en del af Kashmir.

## Landskab
Kashmir er et bjergland. Himalaya strækker sig her fra nordvest mod sydøst og optager næsten hele territoriet. I det sydvestlige hjørne ligger Jammu-området, en del af den store Indus-slette, og Kashmirs eneste lavland (Jammu er også navnet på det Indiske Kashmirs vinterhovedstad, men det drejer sig om forskellige geografiske områder). Nordøstpå findes bjergkæde efter bjergkæde. Først kommer de nederoderede Siwalik-bakker (op til 2.000 m). Derefter kommer det ydre Himalaya, op til 4.000 m, hvis central-portion her kaldes Pir Panjal-kæden. Flere pas, hvoraf Banihal-passet er det vigtigste, leder til den egentlige Kashmir-dal, der giver landet sit navn. Denne bjergdal er den største i Himalaya, omkring 5.000 km² af frugtbar landbrugsjord, og indeholder Srinagar (den største by og sommerhovedstaden). Derefter kommer stor-Himalayas kæder, op til 8.000 m, hvis vigtigste pas er Zoji-passet, der fører til Ladakh og derfra førte videre til Tibet, Centralasien og Silkevejen da disse handelsveje endnu trives. (Grænserne med Kina er nu spærrede.) Den nordligste del af Kashmir støder mod Karakorumbjergene og Hindu Kush som geologisk set er forskelige fra Himalaya men ligeså høje (K2s bjergtinde: 8.611 meter). Siachen-gletsjeren, den næststørste udenfor polarzonerne, ligger på våbenstilstandenlinjen ("Line of Control") mellem Indien og Pakistan. Mellem 1984 og 2003 var der udbrød der flere gange fjendtligheder i dette øde område.
Kashmirs største flod, Indus, gavner ikke landet meget fordi den strømmer gennem de bjergrige og befolkningsfattige egne af Ladakh, Baltistan og Gilgit-området i nord-Kashmir. Den vigtigste flod er nok Jhelum, som udspringer i Kashmir-dalen selv og flyder gennem en bjergkløft til Punjab.

## Dyreliv
Kashmirs dyr- og planteliv hører mest til den palæarktiske zone: sneleoparder, bjørne, bjerggeder, og yakoksen. Den indomalayiske faunazone, der dækker det meste af Indien, har kun få repræsentanter i Kashmir: næsehorn fandtes i Jammu-området, men blev udryddet i det 19. århundrede.
På grund af Kashmirs geografi er landet delt i flere klimazoner: jo højere, jo køligere, og jo længere mod nordøst, jo vandfattigere (bjergene giver ly mod regnen). Det er svært at præcisere fauna og floras udbredelse. Vesthimalaya er den skønne himalaya-ceders hjemsted.
Geologiske enkeltheder findes i artiklen Himalaya. Sent i det 19. århundrede fandtes  dybblå safirer. De er blevet det internationale mål for safirer.

## Historie
Landet var oprindeligt hinduistisk eller buddhistisk men begyndte at blive islamisk i senere middelalder. En af de mest kendte herskere var Zain-ul-Abidin (1421-1472), hvis grav findes i Srinagar. Kejseren Akbar erobrede landet i 1586 og Mughal-dynastiet, forhekset af landets skønhed og behagelige klima benyttede det som sommerophold. De kendte Shalimar-haver blev grundlagt af kejser Jahangir, Akbars søn.
I 1756 faldt Kashmir til afghanerne i Mughalernes forfaldsperiode.

### Kashmirs moderne historie
Kashmirs moderne historie begyndte med Gulab Singh (1792-1857) maharaja af Jammu og Kashmir.
På denne tid var det nordøstlige Indien behersket af sikh-kejseren Ranjit Singh. Jammu blev vasalstat og afghanerne blev jaget ud af Kashmirdalen. En sikh-britisk krig truede efter Ranjits død og Gulab Singh, som var raja af Jammu siden 1822, skiftede side i 1846. Briterne gav ham Kashmirdalen (mod betaling), og han erobrede andre distrikter – Kishtwar, Baltistan, Ladakh, osv. – indtil staten Jammu og Kashmir tog mere eller mindre sin nuværende geografiske form.
Politisk regerede Jammus dogra-hinduer alene, selvom Jammu og Kashmir-staten havde muslimsk flertal. Jammu og Kashmir fik rygte som et middelalderrige.[kilde mangler] (Andre indiske fyrstendømmer var ganske progressive: grundlov, kvindelig valgret, industrialisering). I det sene 19. århundrede var Jammu og Kashmir styret af den britiske resident (ambassadør) i mange år, fordi Gulab Singhs efterfølgere var unyttige.[kilde mangler] (Det samme skete i nogen andre fyrstendømme.) I 1920'erne var Kashmirs tronfølger udsat for pengeafpresning over en kærlighedsaffære, og det hjalp ikke landets renommé med nationalisterne.[kilde mangler]
En nationalbevægelse begyndte under ledelse af Sheikh Abdullah (1905-1982).

### Efter Indiens deling
Ved Indiens deling i 1947 skulle alle indiske fyrster vælge mellem Indien, Pakistan eller – under særlige omstændigheder – uafhængighed. Fyrst Hari Singh (den pengeafpressede tronfølger) håbede på uafhængighed. Men der var oprør i Kashmir, guerillaer infiltrerede fra Pakistan, og til sidst underskrev han tilslutningen til Indien. Indiske tropper gik ind i Kashmir. Krigen endte med en FN-våbenstilstand i januar 1949. Indien fik størstedelen af landområdet og befolkningen: Dalen, Ladakh og Jammu; Pakistan fik de "nordlige områder," Baltistan og nogle vestlige egne. En folkeafstemning skulle afholdes, men det har dog aldrig fundet sted.

## Jammu og Kashmir (Indien)
Srinagar er den største by. Da den oprindelige hovedfærdselsåre gik gennem Pakistan-kontrolleret Azad Kashmir, måtte inderne bygge en tunnel under Banihal-passet til Kashmir-dalen.
J&K er noget forskellig fra øvrige indiske delstater, der er de eneste med muslimsk flertal, og delstaten har i teorien mere autonomi end de andre. Sheikh Abdullah var statsminister i 1948-1953, men blev afsat og fængslet af Nehru. Regeringen blev overtaget af Delhi. Abdullah havde en skiftende karriere derefter – nogle gange ven og medspiller til Nehru og Indira Gandhi, nogle gange i politisk modstrid igen.
Konflikter over Kashmir var medvirkende til indo-pakistanske krige i 1965 og 1971. I 1989 begyndte en ny guerillakrig i Kashmir. Der var også en kort grænsekrig med Kina over Aksai Chin-området i 1962, som Kina vandt.

## Azad Jammu og Kashmir (Pakistan)
Azad Kashmir ("Fri Kashmir") er det Pakistanske udsnit af Kashmir. Hovedstaden er Muzaffarabad.
Karakoram-hovedvejen som forbinder Pakistan og Kina blev færdiggjort i 1970.
Landet Kashmir er ofte udsat for jordskælv, blandt andet Jordskælvet i Kashmir 2005